# Пізньоцвіт осінній
Пізньоцві́т осі́нній (Colchicum autumnale L.) — отруйна багаторічна рослина родини пізньоцвітових, відома також під народними назвами ди́кий шафра́н, зимовник, моро́з, морозе́ць. Вид занесений до Червоної книги України у статусі «Неоцінений». Лікарська, медоносна і декоративна культура.

## Назва
Латинська і українська видові назви вказують на досить незвичний час цвітіння цієї квітки: воно починається не навесні, і не влітку, як у багатьох представників флори помірної смуги, а восени, коли більшість рослин встигла принести плоди. На пізній строк цвітіння натякають і народні назви «зимовик», «морозець», «мороз». Ще одна народна назва «дикий шафран» нагадує, що отруйний пізньоцвіт осінній зовнішньо дуже схожий на шафран посівний — корисну і безпечну рослину, що також квітне восени.

## Опис
Трав'яниста рослина заввишки 10–25 см, геофіт, ефемероїд. Бульбоцибулина сидить досить глибоко в ґрунті, щороку змінюється. Відновлення відбувається за рахунок дочірньої цибулинки, яка розвивається при основі материнської влітку, а восени наступного року сягає великих розмірів і цвіте; материнська цибулина влітку перед цвітінням дочірньої виснажується, віддаючи поживні речовини на утворення плодів, і всихає. Листків 3–8, вони широко- або довгасто-ланцетні, тупі, плоскі, завдовжки 12–30 см, завширшки 1,5–4 см. Кожна рослина утворює від 1 до 5 двостатевих лійкоподібних квіток. Листочки оцвітини 4–7 см завдовжки, еліптичні, рожеві або рожево-пурпурові, зрідка — білі. Тичинок 6, з них 3 внутрішні довгі, а 3 зовнішні короткі, вони прикріплені до зіва оцвітини. Пиляки великі, помаранчево-жовті, вдвічі коротші за листочки оцвітини. Плід — коробочка завдовжки 3–4 см. Насіння сферичне, зморшкувате, коричневе.
Квітне у вересні — жовтні (як виняток — навесні), плоди дозрівають у травні — липні наступного року.

## Хімічний склад
Всі органи рослини місять отруйний алкалоїд колхіцин: в цибулинах його вміст становить 0,08–0,2%, в листі — 0,03%, в квітках — 0,4–1,8%, в насінні — 0,5%. Крім того, квіти пізньоцвіту осіннього містять апігенін, насіння — дубильні речовини, жир, смолу, цукор, а листя — комплекс з 20 алкалоїдів, колхікозид, аспарагін, інулін.

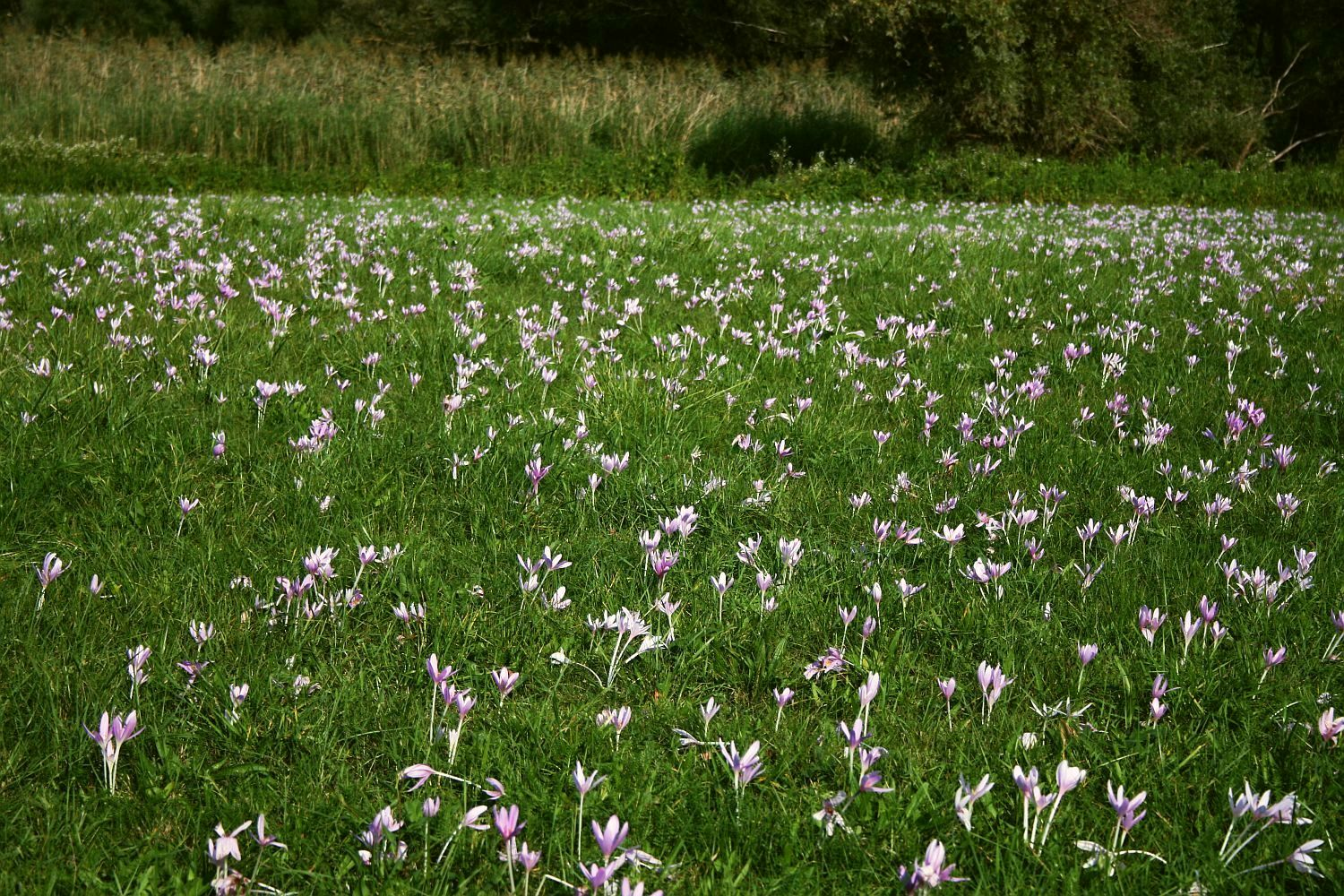
Пізньоцвіти осінні у природному середовищі
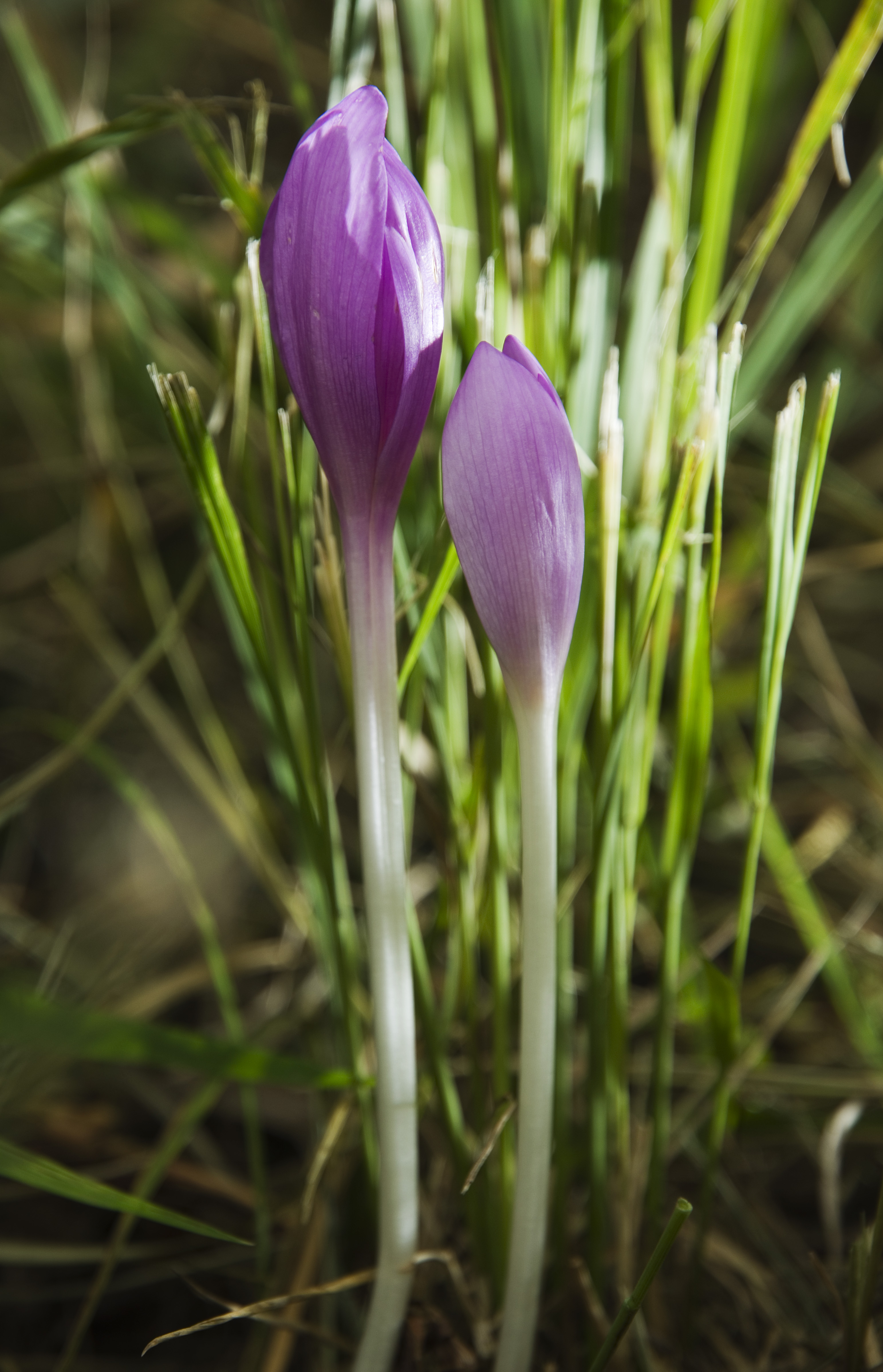
Пуп'янки
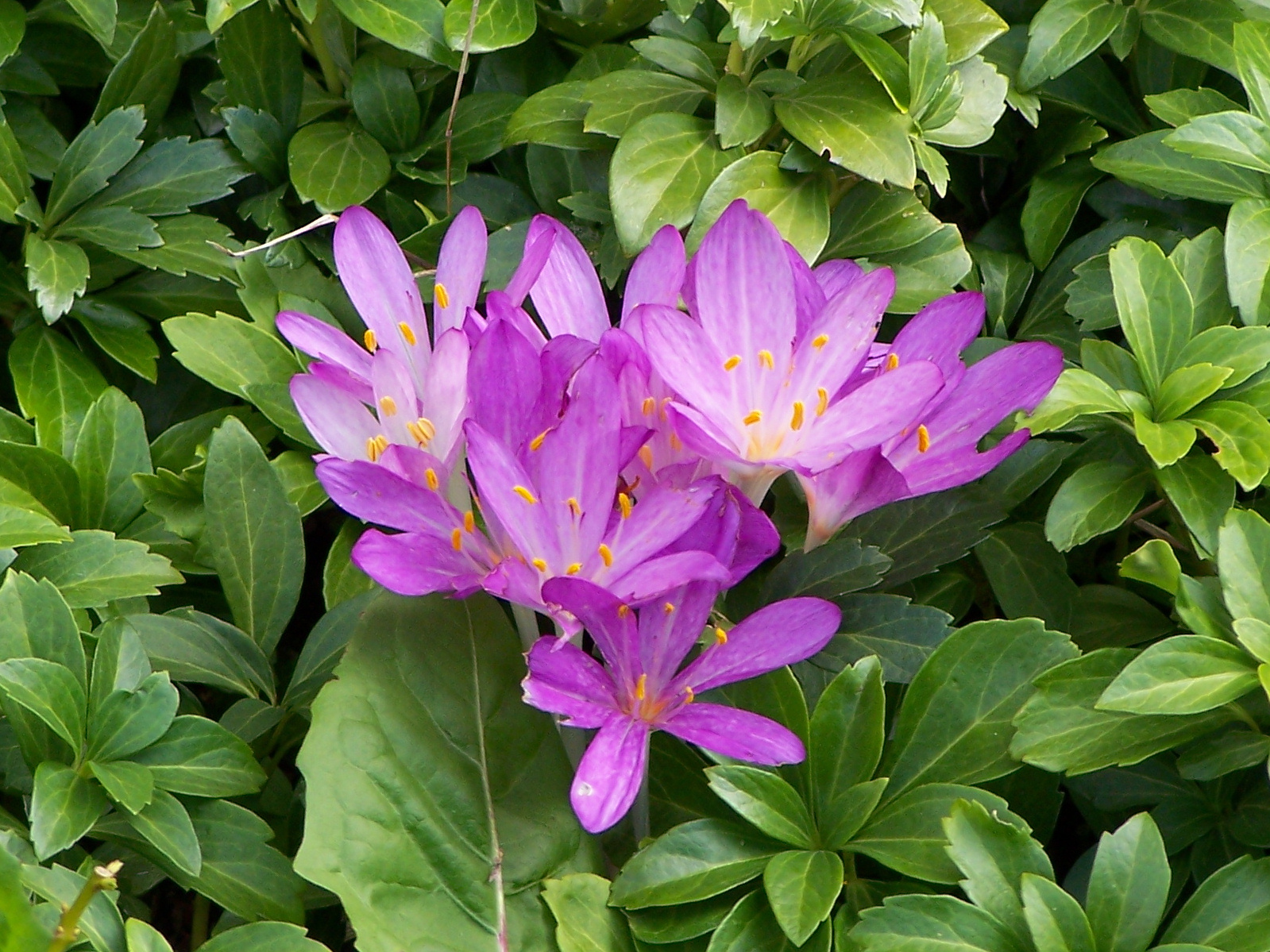
Квіти пурпурового кольору
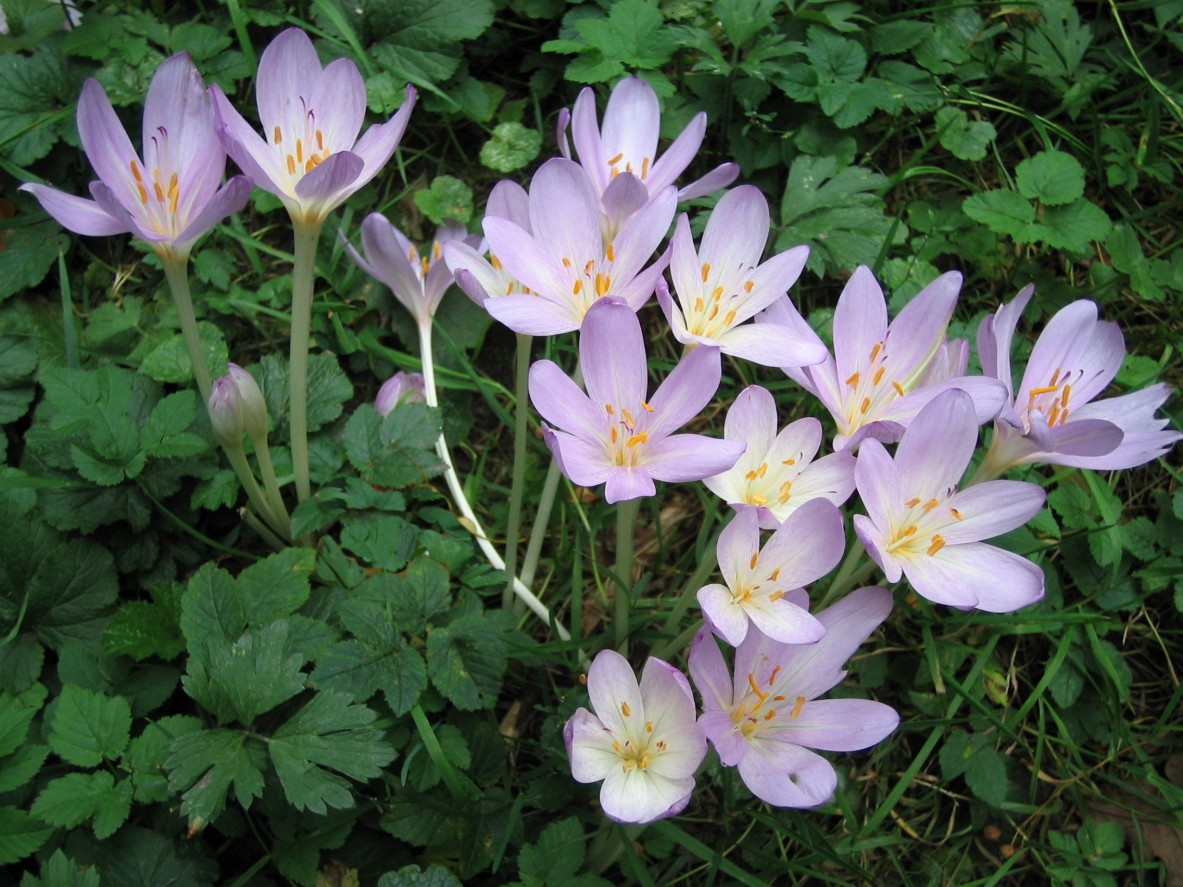
Блідіший варіант забарвлення квіток
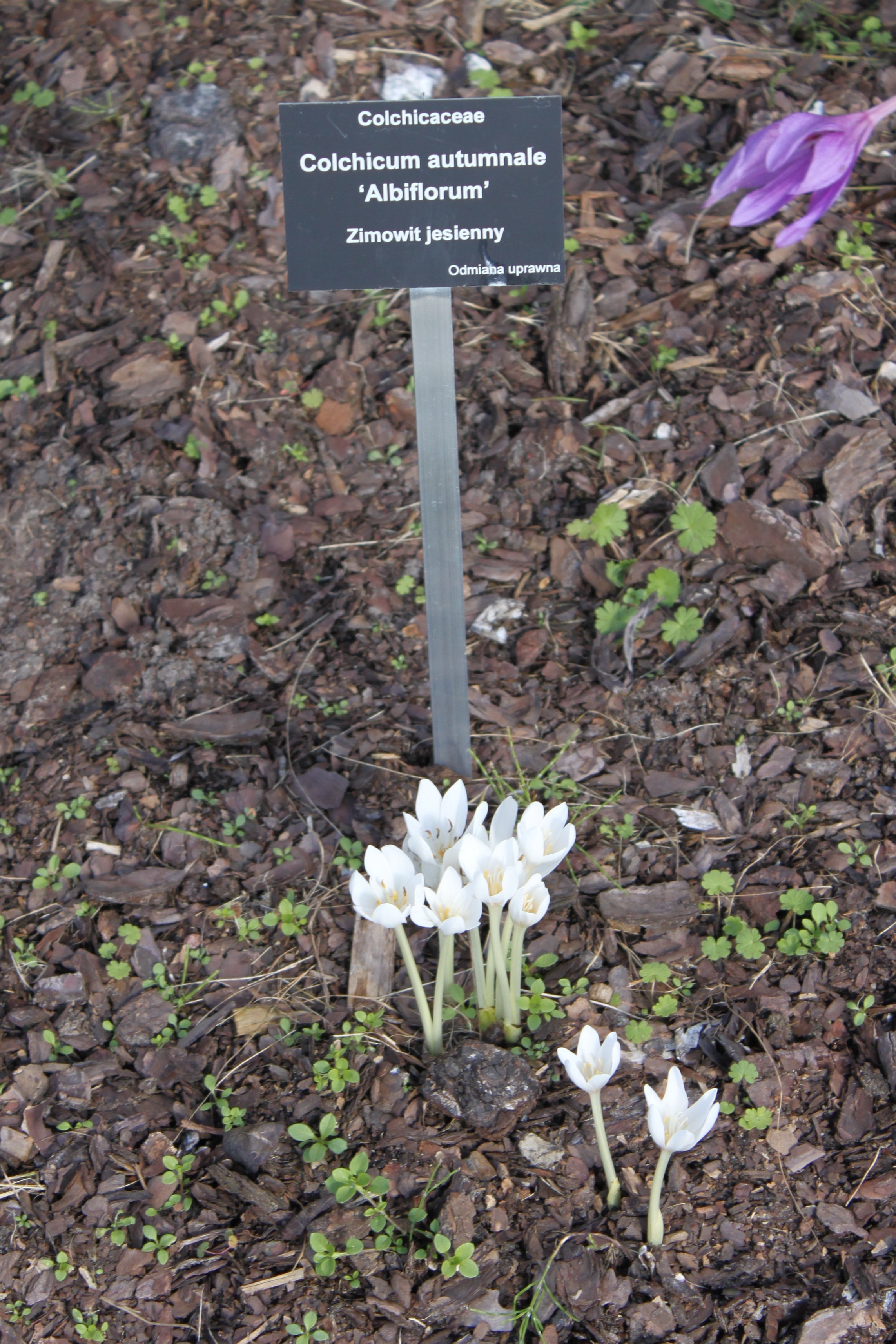
Сорт Albiflorum (Білоквітковий)
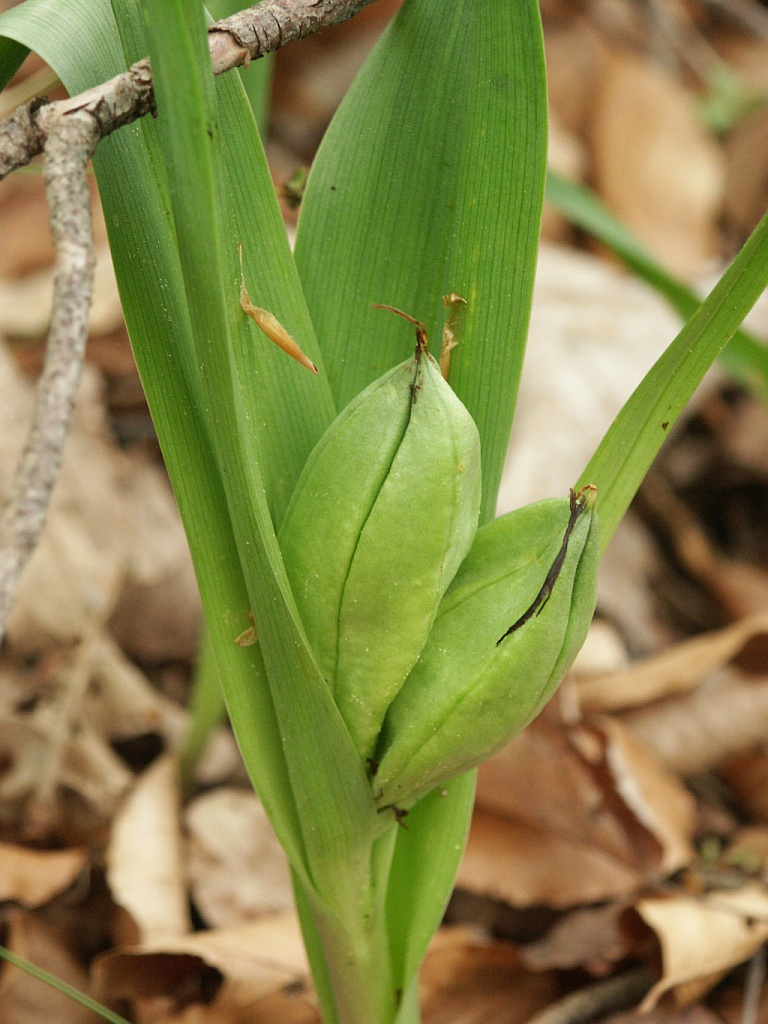
Плоди

## Поширення
Ареал виду широкий і охоплює практично усю Європу за виключенням Скандинавії і Балтії. В Україні найвища чисельність зареєстрована у Карпатах, за межами гірських районів окремі популяції трапляються на Поділлі та у центральній частині Полісся.

## Екологія
Росте в низинах на вологих і заплавних луках, в передгір'ях та на схилах гір, де утворює осередки площею по кілька гектарів. Може траплятися в антропогенних біоценозах: на вторинних луках, пасовищах, сіножатях, у садках. Рослина досить волого- і світлолюбна, віддає перевагу свіжим дерново-підзолистим та бурим лісовим ґрунтам, також добре росте на плодючих супісках і суглинках.
Квіти запилюються бджолами, мухами, можливе самозапилення. Основний спосіб поширення насіння — мірмекохорія, тобто розповсюдження за допомогою мурах. Враховуючи невеликий розмір насінин, певну роль у поширенні виду може відігравати вітер.

## Статус виду
Пізньоцвіт осінній потерпає від збору квітів, викопування цибулин, витоптування, розорювання луків. Вид охороняється в Карпатському заповіднику, національних парках «Сколівські Бескиди», «Гуцульщина», «Ужанський», «Вижницький». За межами України охороняється в Польщі.

## Застосування
Пізньоцвіт осінній — найвідоміший серед декоративних представників роду. Його часто вирощують разом з осінньоквітучими шафранами, осінниками та ін. Зазвичай ці рослини висаджують під кронами дерев, де вони утворюють яскраві природні «клумби», або в альпінаріях. Відомо декілька сортів, в тому числі і з повними квітками. В Німеччині, Франції, Греції існують промислові плантації цього виду, їх використовують для заготівлі лікарської сировини.
В медицині застосовують насіння (лат. Semen colchici) і бульбоцибулини (лат. Tuber colchici). Насіння збирають в період його повної стиглості, в червні — липні, розсипають тонким шаром на полотні й сушать у теплому темному місці. Бульбоцибулини збирають перед самим цвітінням, приблизно в кінці серпня. Очищують їх від корінців та залишків листкових піхв і використовують свіжими або висушеними.
Препарати пізньоцвіту осіннього мають знеболювальну дію, вживаються проти ревматизму, подагри, невралгії, катаракти, перикардиту, гастроентериту. Інтерес до цієї рослини підвищився після того, як виявили блокувальну дію колхіцину на поділ клітинного ядра. Цю властивість лікарі використовують для запобігання росту пухлинних клітин при лікуванні раку шкіри. Крім того, здатність колхіцина блокувати поділ ядра широко застосовують у генетичних та селекційних дослідах для отримання поліплоїдних рослин, штучних мутацій тощо.
Оскільки токсичні властивості сировини високі, лікування проводять під суворим наглядом лікаря. Передозування, контакт зі свіжим соком рослин (наприклад, при садівничих роботах) або вживання свіжого листя яке плутають з черемшею, призводить до тяжкого отруєння, яке супроводжується нудотою, блювотою, утрудненим ковтанням, печією в роті, сильним (іноді кривавим) проносом, зниженням температури тіла і кров'яного тиску. Симптоми розвиваються через 4–6 годин після приймання. У тяжких випадках наступає параліч дихальної мускулатури і смерть. Летальна доза для людини становить 0,02 г колхіцину, що дорівнює близько 6 г насіння або 60 г трави. Колхіцин також отруйний для коней, свиней, кролів, хом'яків, морських свинок, собак, кішок. Кози, вівці, велика рогата худоба уникають їсти пізньоцвіт як в натуральному вигляді, так і в складі сіна, хоча вони менш чутливі до дії отруйних алкалоїдів. Відомі випадки отруєння людей молоком таких тварин.
Також пізньоцвіт осінній можна вважати добрим медоносом. Цінність цієї рослини для бджільництва полягає у тому, що вона виділяє багато легко доступного нектару та ще й в осінній період, коли більшість рослин відцвіла. Втім, у промисловому медозборі роль цієї рослини незначна, оскільки її зарості займають невелику площу.

## Синоніми
| - Bulbocodium autumnale (L.) Lapeyr. - Colchicum autumnale f. bulgaricum (Velen.) Domin - Colchicum autumnale var. bulgaricum (Velen.) Stoj. & Stef. - Colchicum autumnale var. elatius Simonk. - Colchicum autumnale f. macropetala Gajic - Colchicum autumnale f. milosi Gajic - Colchicum autumnale subsp. pannonicum (Griseb. & Schenk) Nyman - Colchicum autumnale var. pannonicum (Griseb. & Schenk) Baker - Colchicum autumnale f. pannonicum (Griseb. & Schenk) Domin - Colchicum autumnale f. radei Gajic - Colchicum autumnale var. speciosissimum Bubela - Colchicum autumnale var. transsilvanicum (Schur) Nyman - Colchicum autumnale f. transsilvanicum (Schur) Domin - Colchicum autumnale var. vernale (Hoffm.) Nyman - Colchicum autumnale var. vernum Reichard - Colchicum autumnale subsp. vernum (Reichard) Nyman - Colchicum autumnale var. viridiflorum Opiz - Colchicum borisii Stef. | - Colchicum bisignanii Ten. ex Janka - Colchicum bulgaricum Velen. - Colchicum commune Neck. - Colchicum crociflorum Sims - Colchicum doerfleri var. orientale Kitanov - Colchicum drenowskii Degen & Rech.f. ex Kitan. - Colchicum haynaldii Heuff. - Colchicum multiflorum Brot. - Colchicum orientale Friv. ex Kunth - Colchicum pannonicum Griseb. & Schenk - Colchicum polyanthon Ker Gawl. - Colchicum praecox Spenn. - Colchicum rhodopaeum Kov. - Colchicum transsilvanicum Schur - Colchicum turcicum subsp. pannonicum (Griseb. & Schenk) Nyman - Colchicum vernale Hoffm. - Colchicum vernum Kunth - Colchicum vranjanum Adamović ex Stef. |